# Lomatozona
Lomatozona, rod  glavočika iz podtribusa Praxelinae, dio tribusa Eupatorieae. Opisan je 1876. godine.

## Opis
Rodu Lomatozona pripadcaju 4 vrste brazilskih endema; iz Goiasa i Mato Grossa. Opisan je kao monotipičan 1876. godine s rijetkom vrstom  Lomatozona artemisiifolia otkrivenoj u Cerradu, koji je prepoznat kao žarište biološke raznolikosti zbog prisutnosti endemskih vrsta.

## Vrste
1. Lomatozona andersonii R.M.King & H.Rob.
2. Lomatozona artemisiifolia Baker
3. Lomatozona huntii R.M.King & H.Rob.
4. Lomatozona inaequale R.M.King & H.Rob.

## Sinonimi
Nema.